# Fort des Dunes
Fort des Dunes (Frans-Vlaams: Duunnenfoort) is een fort in de Franse gemeente Leffrinkhoeke. Het bevindt zich in de duinen aan de Noordzeekust en werd gebouwd aan het einde van de 19e eeuw.

## Geschiedenis
Het bakstenen fort was een ontwerp van generaal Séré de Rivières. Het had tot taak het oosten van Duinkerke te verdedigen tegen een mogelijk vijandelijke aanval. Hier liggen duinen die niet geïnundeerd kunnen worden en het fort sloot de toegangsweg door de duinen af. Dicht bij het fort aan de kust ligt de Batterij van Zuydcoote die tegelijkertijd werd gebouwd. De twee militaire locaties waren door een spoorlijn met elkaar verbonden.
Na het einde van de rampzalige Frans-Duitse Oorlog van 1870-1871 werd besloten een serie forten langs de hele Franse grens aan te leggen. De Franse generaal Séré de Raymond zorgde voor het hoofdontwerp en tussen 1875 en 1885 werden 196 forten, 58 kleine werken en 278 batterijen gebouwd. Het Fort des Dunes is het meest westelijke van deze forten en had tot doel de belangrijke havenstad Duinkerke te beschermen.
De forten kregen een polygonaal stelsel en de bekende bastions van Vauban verdwenen. De gebouwen werden gemaakt van dik metselwerk en afgedekt met een laag zand van maximaal zes meter dik om de explosieve werking van de vijandelijke granaten af te zwakken alvorens de muren werden bereikt. Het geheel werd omringd met een droge gracht met caponnières op de hoeken van waaruit de vijandelijke troepen die in de droge gracht waren gekomen beschoten kon worden. De 15 open schietplatforms van Fort des Dunes lagen aan de oostzijde waar de vijand verwacht werd. De diverse gebouwen waren voor de huisvesting van de manschappen, de opslag van voedsel en munitie. Er was verder een eigen watervoorziening waarmee een beleg lange tijd kon worden doorstaan. De bemanning van het fort bestond uit zo'n 450 man.
Door de ontwikkeling van de artillerie en de munitie werd de explosieve kracht van de granaten vergroot. Bakstenen muren boden hiertegen onvoldoende bescherming en de forten waren snel na de bouw al verouderd. In 1899 werd een plan opgesteld om de forten te verstevigen met beton, maar voor het Fort des Dunes werden geen plannen gemaakt en het verloor zo zijn strategische waarde. 
Tijdens de Tweede Wereldoorlog speelde het fort nog een rol bij de inscheping van militairen tijdens Operatie Dynamo. Het werd begin juni 1940 door de Luftwaffe aangevallen en zwaar beschadigd. Tijdens de aanvallen kwamen zo'n 100 mensen, waaronder de generaal van de 12de gemotoriseerde infanteriedivisie Janssen, om het leven. De Duitsers hebben het fort hersteld en weer in gebruik genomen. Er kwam onder andere een radarinstallatie te staan die de Batterij van Zuydcoote informatie verstrekte over de locatie van geallieerde schepen. De Duitsers schoten er op 6 september 1944 acht verzetsstrijders dood.
Direct na de oorlog werden er tijdelijk krijgsgevangenen vastgehouden en kreeg het fort vervolgens andere functies. Het stond jaren leeg tot het in 1998 door de gemeente Leffrinkhoeke werd opgekocht. Het is nu een museum en het buitenterrein en diverse gebouwen zijn deels toegankelijk. Een audiotour in diverse talen vertelt het verhaal van het fort en de belangrijkste gebeurtenissen.

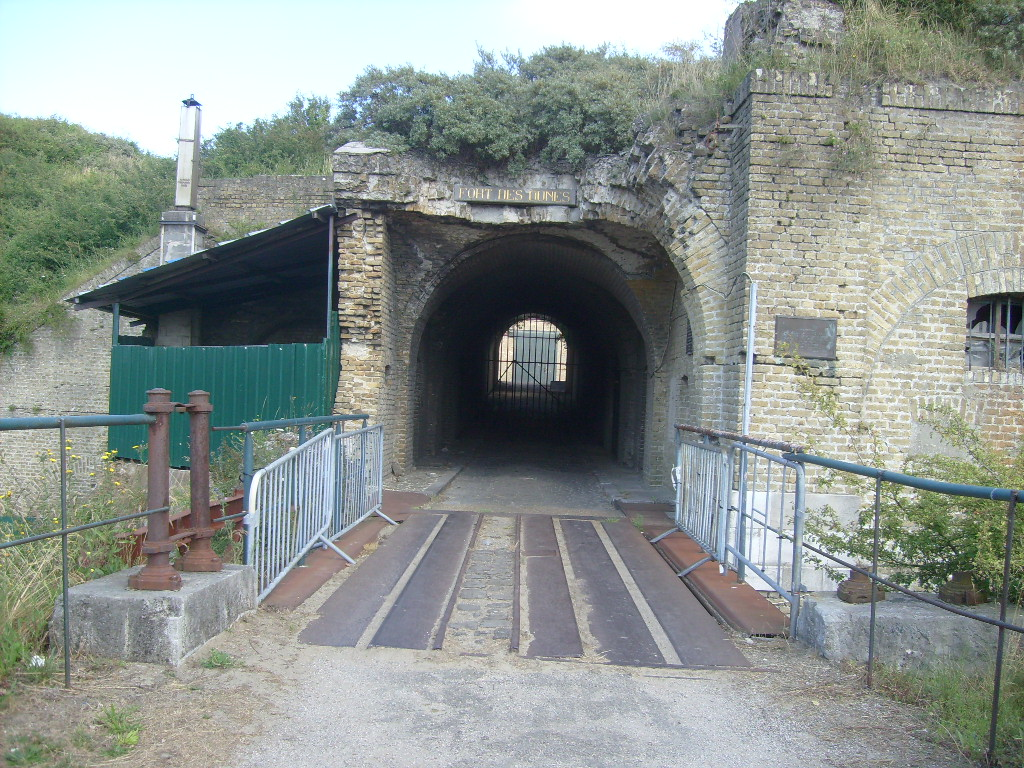
Toegangspoort en de gedekte weg die leidt naar de centrale binnenplaats (cour centrale)
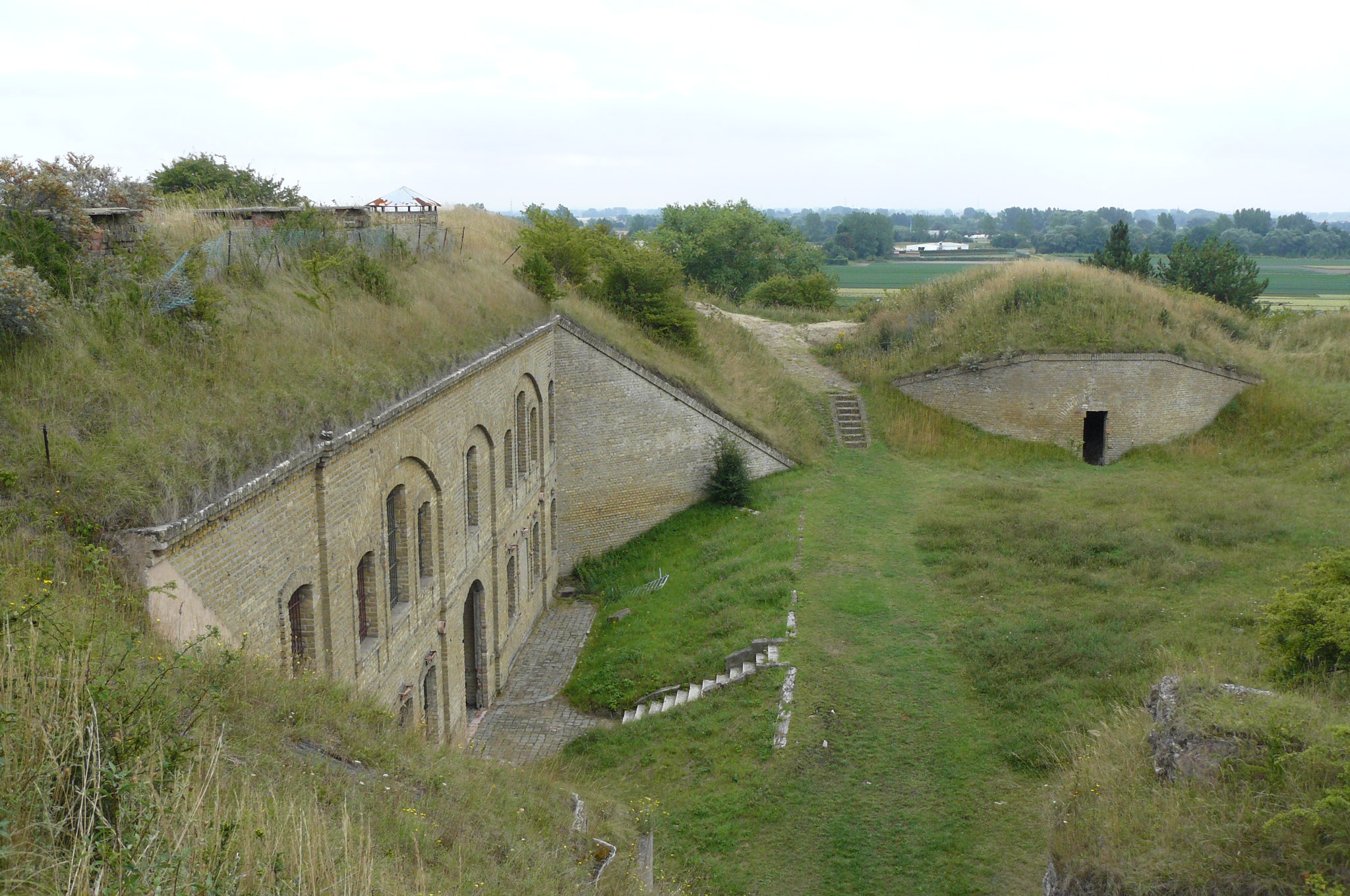
Kazerne voor de commandant en officieren (cour des cadres)
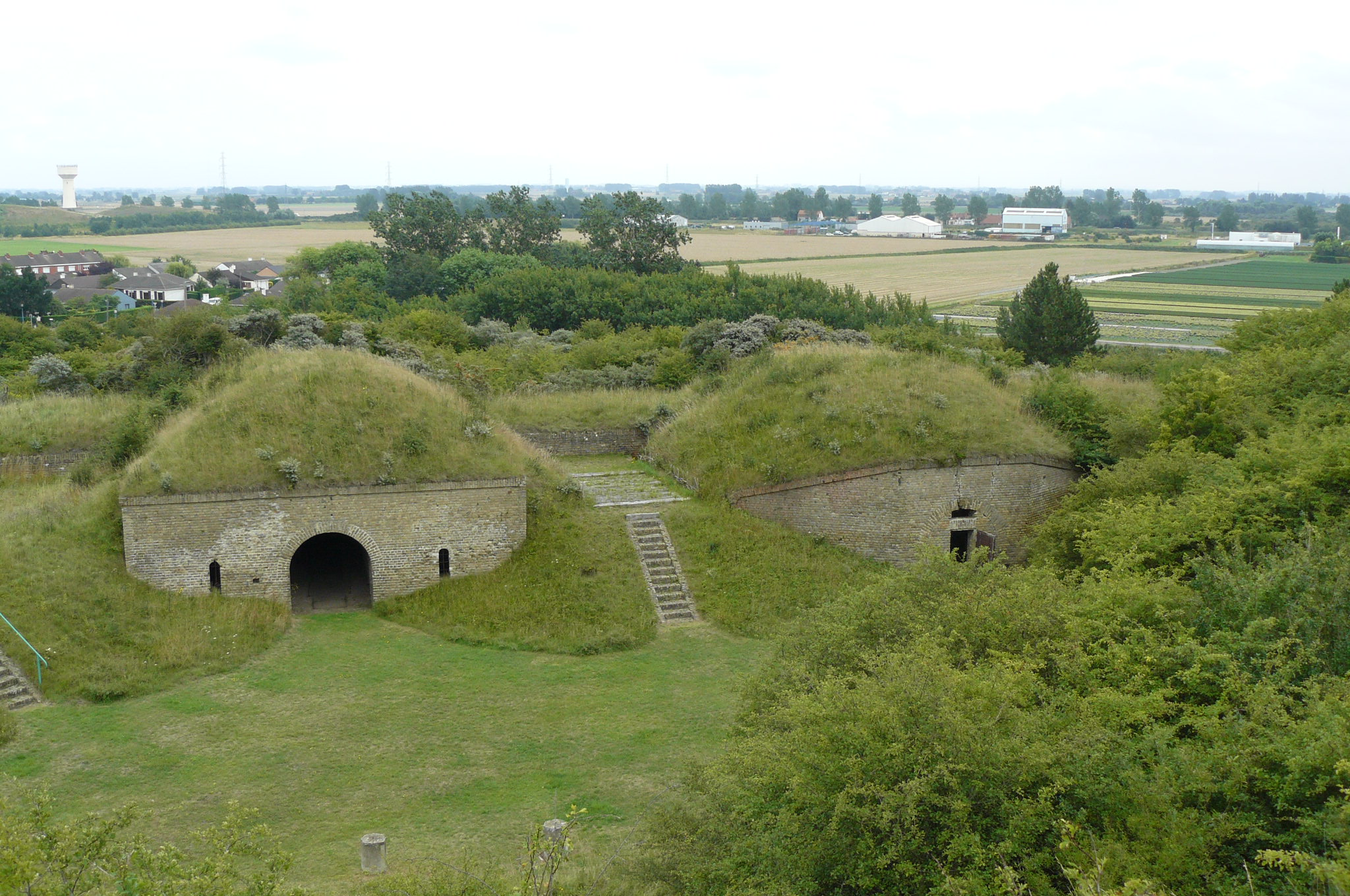
Een van de open schietplatforms (rue du rempart)
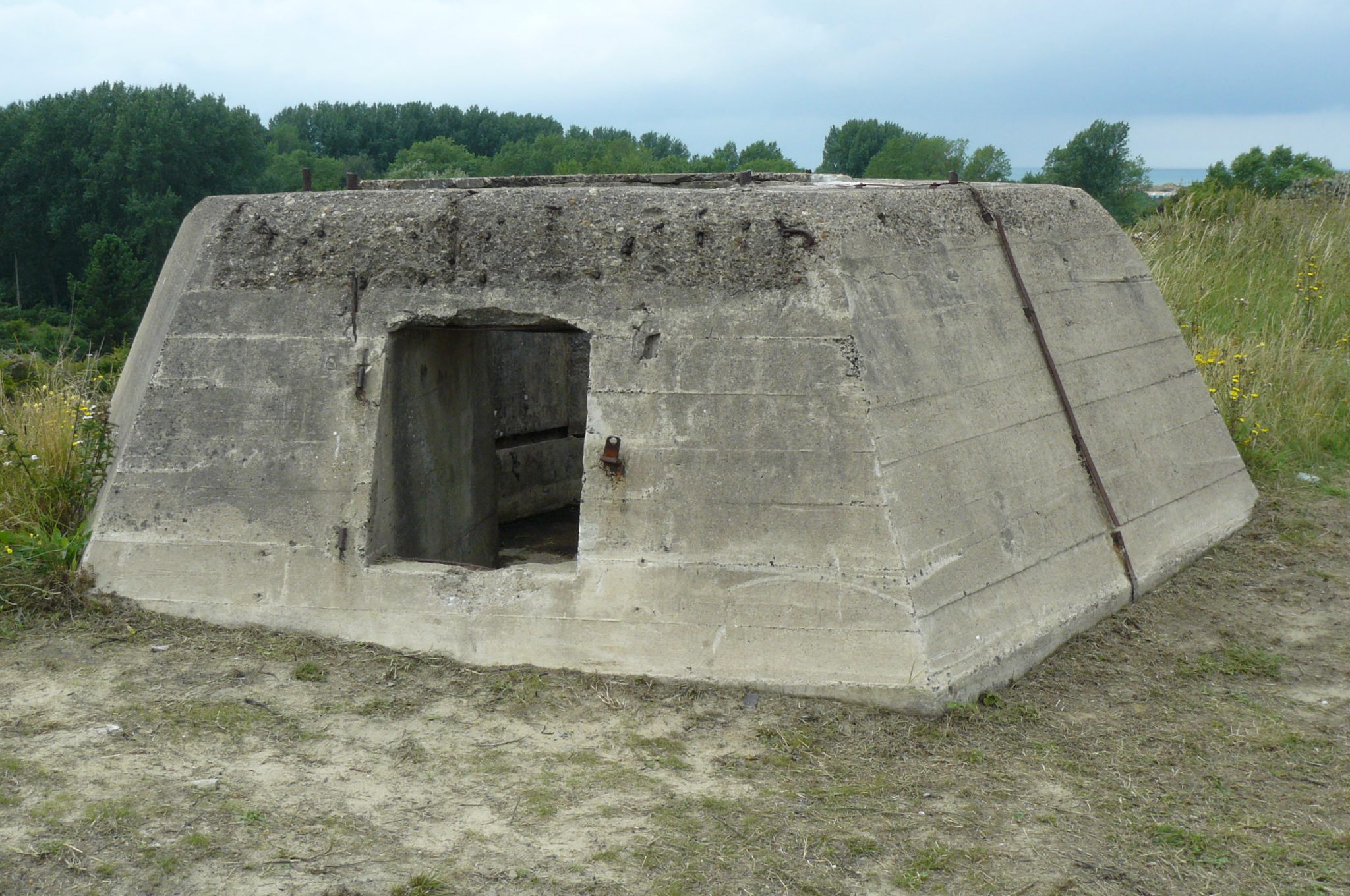
Op het dak van de kazerne een betonnen basis voor een Duitse radarinstallatie